# 康帕涅达马尼亚克
康帕涅达马尼亚克（法語：Campagne-d'Armagnac，法語發音：[kɑ̃paɲ daʁmaɲak]，意为“阿马尼亚克的康帕涅”）是法国热尔省的一个市镇，属于孔东区。

## 地理
康帕涅达马尼亚克（43°51'50"N, 0°0'4"W）面积5.49 平方千米，位于法国奧克西塔尼大區热尔省，该省份为法国西南部内陆省份，北起顺时针与洛特-加龙省、塔恩-加龙省、上加龙省、上比利牛斯省、大西洋比利牛斯省和朗德省接壤。
与康帕涅达马尼亚克接壤的市镇（或旧市镇、城区）包括：艾济约、卡佐邦、芒谢、雷昂。
康帕涅达马尼亚克的时区为UTC+01:00、UTC+02:00（夏令时）。

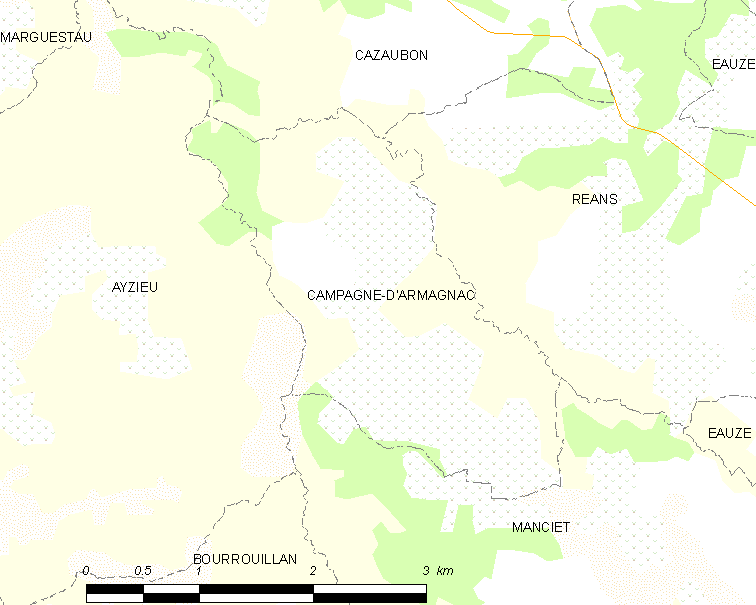
康帕涅达马尼亚克的OSM定位图

## 行政
康帕涅达马尼亚克的邮政编码为32800，INSEE市镇编码为32073。

## 政治
康帕涅达马尼亚克所属的省级选区为大下阿马尼亚克县。

## 人口

1962-2008年间康帕涅达马尼亚克人口变化图示

康帕涅达马尼亚克于2022年1月1日时的人口数量为212人。